# Rødberg vokterbolig Station
Rødberg vokterbolig Station (Rødberg vokterbolig holdeplass) var en jernbanestation på Numedalsbanen, der lå i Nore og Uvdal kommune i Norge. Med sin placering 395 meter over havet var den banens højeste punkt.
Stationen åbnede som trinbræt 16. november 1929, to år efter at banen blev taget i brug. Trafikken på strækningen mellem Rollag og Rødberg, hvor stationen ligger, blev indstillet 1. januar 1989, hvorved stationen blev nedlagt.